# Famiglie senatorie del Granducato di Toscana

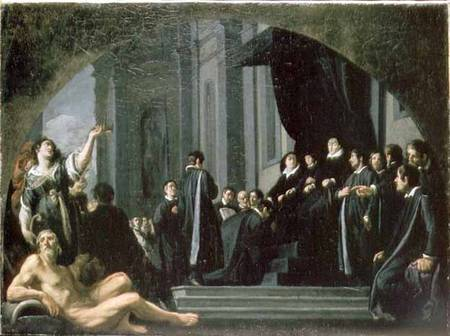
Il giuramento del Senato fiorentino a Ferdinando II de' Medici, dipinto di Giusto Sustermans (1624 circa), Uffizi, Galleria Palatina, Firenze

Le famiglie senatorie del Granducato di Toscana sono le famiglie nobili toscane che tra il 1532 e il 1808 fecero parte del Senato dei Quarantotto, conosciuto anche come Senato fiorentino, massimo organo deliberativo toscano.

## Storia
Il Senato dei Quarantotto nacque ufficialmente il 27 aprile 1532, durante il Ducato di Firenze, nella fase di transizione tra la Repubblica fiorentina e il nascente Granducato di Toscana. Durante l'epoca medicea, i membri del senato, incarico che durava a vita, dovevano possedere la cittadinanza fiorentina, non avere meno di quarant'anni ed essere già membri del Consiglio dei Dugento. Con l'arrivo degli Asburgo-Lorena il senato fiorentino perse progressivamente d'importanza, ma tra il 1761 e il 1764, furono nominati venti nuovi senatori, nel tentativo di riconciliare la classe dirigente toscana con la nuova casa regnante franco-austriaca. L'abolizione del Senato dei Quarantotto avvenne il 9 marzo 1808 per opera del governo francese.

## Elenco
Elenco in ordine alfabetico delle famiglie senatorie toscane durante il Granducato di Toscana, derivato dalle opere citate in bibliografia.

## A
- Acciaiuoli
- Adami
- Adimari
- Alamanni
- Albergotti
- Alberti
- Albizzi
- Aldobrandini
- Alessandri
- Dell'Antella
- Antinori
- Arrighi
- Arrighetti
- Asini
- Astudillo Carillo
- Attavanti
- Altoviti

## B
- Baglioni
- Bagnesi
- Baldocci
- Baldovinetti
- Bandini
- Bardi
- Bartolini Baldelli
- Bartolini Salimbeni
- del Bene
- Berardi
- Biffoli
- Biffi
- Biliotti
- Bini
- Boni
- Bonsi
- Bourbon del Monte Santa Maria
- Borgherini
- Borromei
- Buonaccorsi
- Buonarroti Simoni
- Buondelmonti
- Buongirolami

## C
- del Caccia
- Caccini
- Cambi
- Canigiani
- Canonici
- Cantucci
- Capponi
- Carnesecchi
- da Castiglione
- Cavalcanti
- Cellesi
- Cerchi
- Cerretani
- Cioli
- Compagni
- Concini
- Coppoli
- Corbinelli
- Corsi
- Corsini
- Covoni

## D
- Dati
- Dini
- Dragomanni
- Doni

## F
- Federighi
- Feroni
- da Filicaia
- da Fortuna
- Franceschi
- Frescobaldi

## G
- Gaddi
- Gaetani
- Gerini
- della Gherardesca
- Gherardi
- Gherardini
- Ginori
- Gianni
- Gianfigliazzi
- Giraldi
- Girolami Orlandini
- Giugni
- Giunta Bindi
- Gondi
- Gori
- Guadagni
- Gualterotti
- Guasconi
- Guicciardini
- Guidacci
- Guidi
- Guidotti Rustichelli
- Guiducci

## I
- Incontri

## L
- Lanfredini
- Lenzoni
- Luci
- Lupi

## M
- Machiavelli
- Magalotti
- Malaspina
- Malegonnelle
- Manetti
- Mannelli
- Martelli
- Marucelli
- Marzi Medici
- Mazzei
- Medici
- Michelozzi
- Minerbetti
- Montemagni
- Morelli Adimari
- Mozzi

## N
- Nasi
- Nelli
- Nerli
- del Nero
- Nicolini
- Nobili
- Nori

## O
- Orlandini

## P
- Panciatichi
- Paganelli
- Pandolfini
- Pasquali
- Pazzi
- Picchena
- Piccolomini
- Pitti Gaddi
- Pecori
- Pepi
- Peruzzi
- Pollini
- Poltri
- Popoleschi
- Portinari
- Pucci

## Q
- Quaratesi

## R
- della Rena
- Ricasoli
- Riccardi
- Ricci
- del Riccio Bardi
- Ridolfi
- Rinieri
- Rinuccini
- Risaliti
- Rondinelli
- del Rosso
- Rucellai
- Rustici

## S
- Salviati (famiglia)
- Sacchetti
- Samminiati
- Scali
- Scarlatti Rondinelli
- Scolari
- Segni
- del Sera
- Serragli
- Serristori
- Simoni
- Spinelli
- Spini
- Soderini
- Soldani
- da Sommaia
- Sozzifanti
- Strozzi
- della Stufa
- Suarez della Conca

## T
- Taddei
- Tedaldi
- Tempi
- Tolomei Gucci
- Tornabuoni
- Tornaquinci
- Torrelli
- Torrigiani
- del Tovaglia

## U
- Ubaldini
- Ubertini
- Ughi
- Ugolini
- Uguccioni
- Usimbardi

## V
- Valori
- Vecchietti
- Venturi
- da Verazzano
- del Vernaccia
- Vettori
- del Vigna
- Vinta
- Viviani

## X
- Ximenes d'Aragona

## Z
- Zanchini
- Zati